# Унтерсберг-Арена
«Унтерсберг-Арена» (нім. Untersberg-Arena) — футбольний стадіон у місті Гредіг, Австрія, домашня арена ФК «Гредіг». 
Стадіон побудований та відкритий у 1989 році з однією головною трибуною під назвою «Шпортанлаге Гредіг». У ході реконструкції 2008 року було споруджено нову трибуну за воротами праворуч від головної трибуни. Встановлено систему освітлення. У 2011 та 2013 роках арена розширювалася та приводилася до чинних вимог Бундесліги. 2014 року було підписано комерційну угоду з місцевим готелем, в результаті чого стадіон перейменовано на «Унтерсберг-Арена». Готель взяв на себе обслуговування VIP-зони арени. У 2015 році Бундесліга позбавила арену ліцензії на проведення матчів під своєю егідою через відсутність тут системи обігріву поля. Після цього роботи з облаштування системи обігріву поля розпочалися негайно, а окремі домашні матчі «Гредіга» були перенесені на інші дати та проведені на «Ред Булл Арені» у Зальцбурзі. Вартість робіт склала € 500 тис., з яких € 100 тис. надала Бундесліга. 